# Ochsengartenbahn
Die Ochsengartenbahn ist eine Luftseilbahn in den Stubaier Alpen, die vom Haiminger Ortsteil Ochsengarten in das Schigebiet Hochoetz hinaufführt.

## Technische Daten
Bei der Ochsengartenbahn handelt es sich um eine Einseilumlaufbahn, mit deren Kabinen acht Personen befördert werden können. Die Talstation der Bahn befindet sich auf einer Höhe von 1507 m ü. A., ihre Bergstation liegt 2022 m ü. A. hoch in der Nähe der Bergstation der von Oetz heraufführenden Acherkogelbahn. Über eine Mittelstation verfügt die Ochsengartenbahn nicht. Die Strecke hat eine horizontale Länge von 1606 Metern, eine schräge Länge von 1707 Metern und überwindet einen Höhenunterschied von 510 Metern bei einer mittleren Neigung von 31,8 % und einer maximalen Neigung von 92,2 %. Mit einer Geschwindigkeit von 6,0 m/s ergibt sich eine Fahrzeit von 310 Sekunden sowie eine maximale Förderleistung von 2520 Personen pro Stunde und eine Transportkapazität von 1288 Personenhöhenkilometern pro Stunde.

## Geschichte
Die Ochsengartenbahn wurde 1999 errichtet, wobei die Kabinen und Teile des sonstigen Equipments der alten Giggijochbahn wiederverwendet wurden. 2016 wiederholte sich der Vorgang: Auch diesmal wurde die ehemals im Schigebiet Sölden gelegene Seilbahn wiederverwendet und damit die 4er-Gondeln durch 8er-Gondeln ersetzt, wodurch die Förderleistung von 1420 auf 2520 Personen pro Stunde gesteigert wurde.

## Bilder

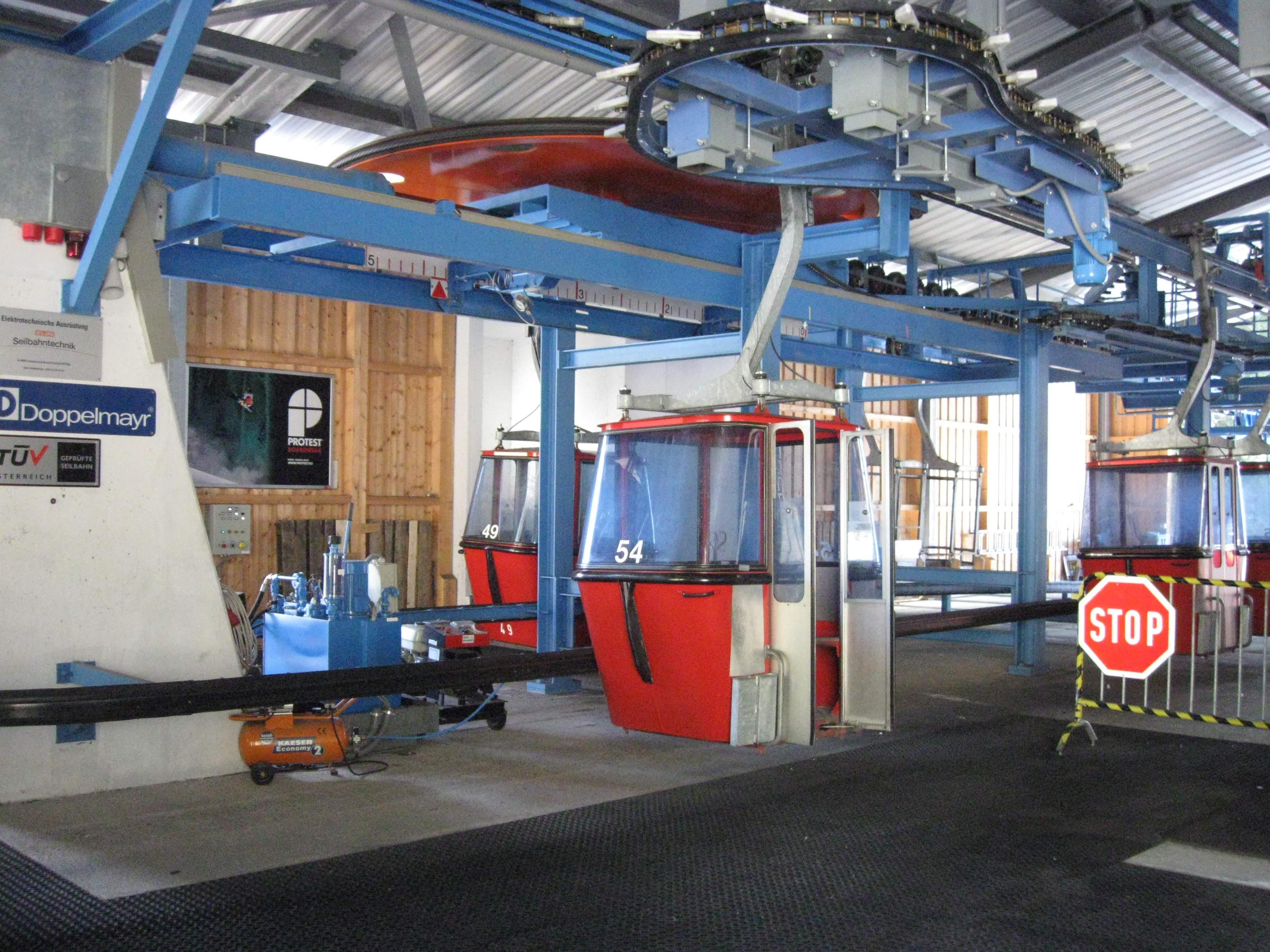
Im Inneren der Ochsengartenbahn-Talstation (2011)
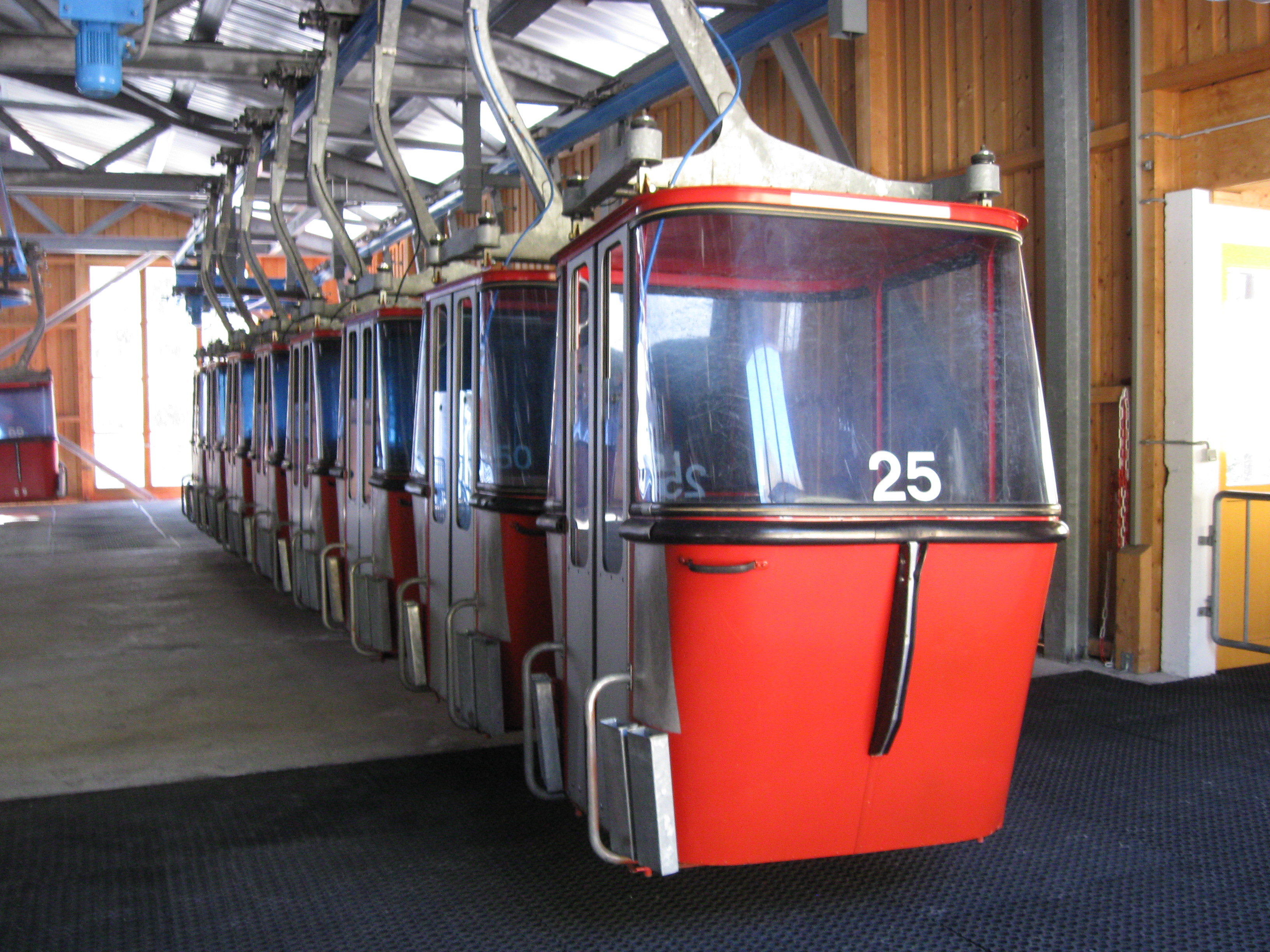
Geparkte Kabinen der Ochsengartenbahn (2011)
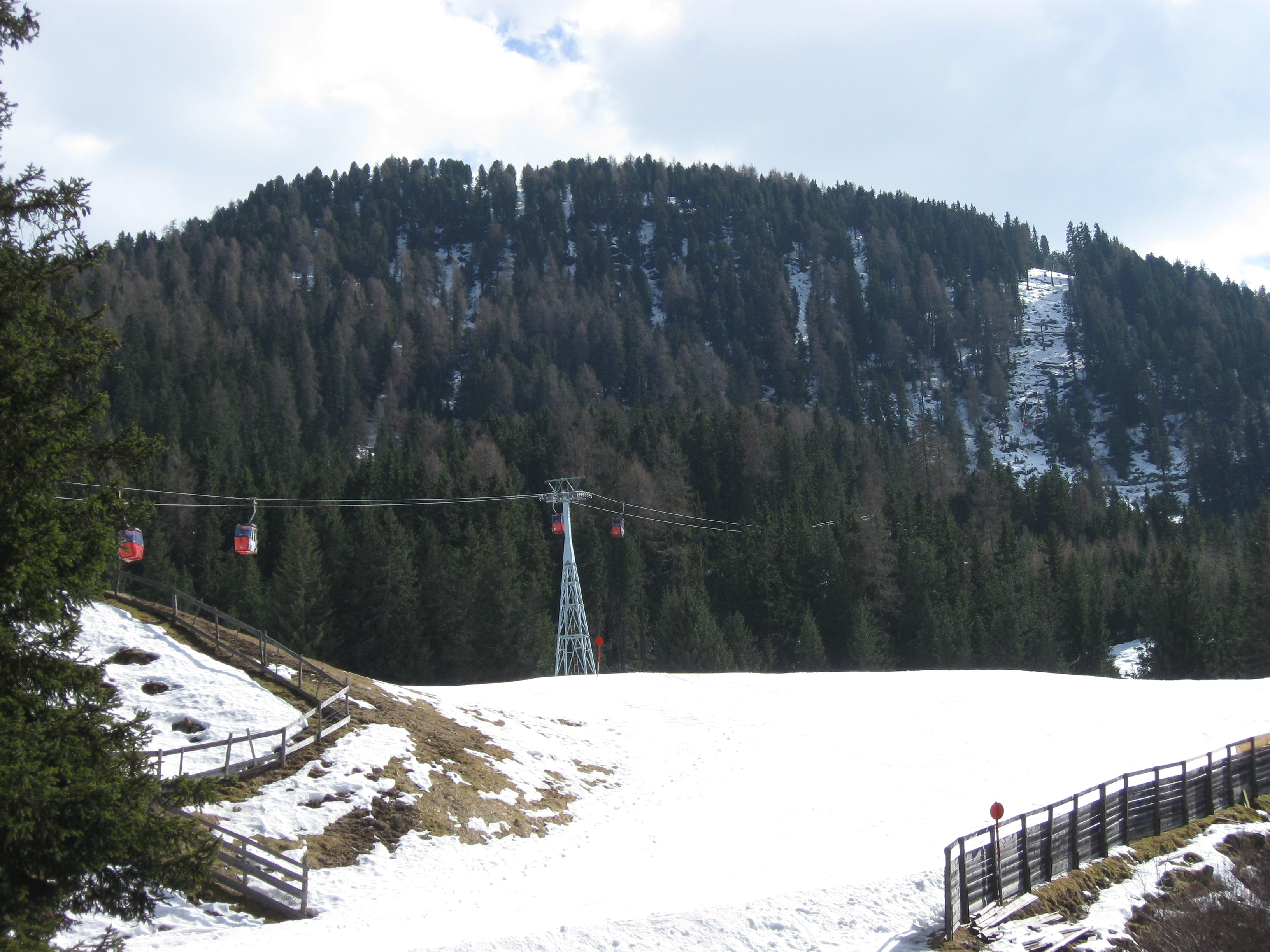
Die Ochsengartenbahn knapp oberhalb der Talstation (2011)
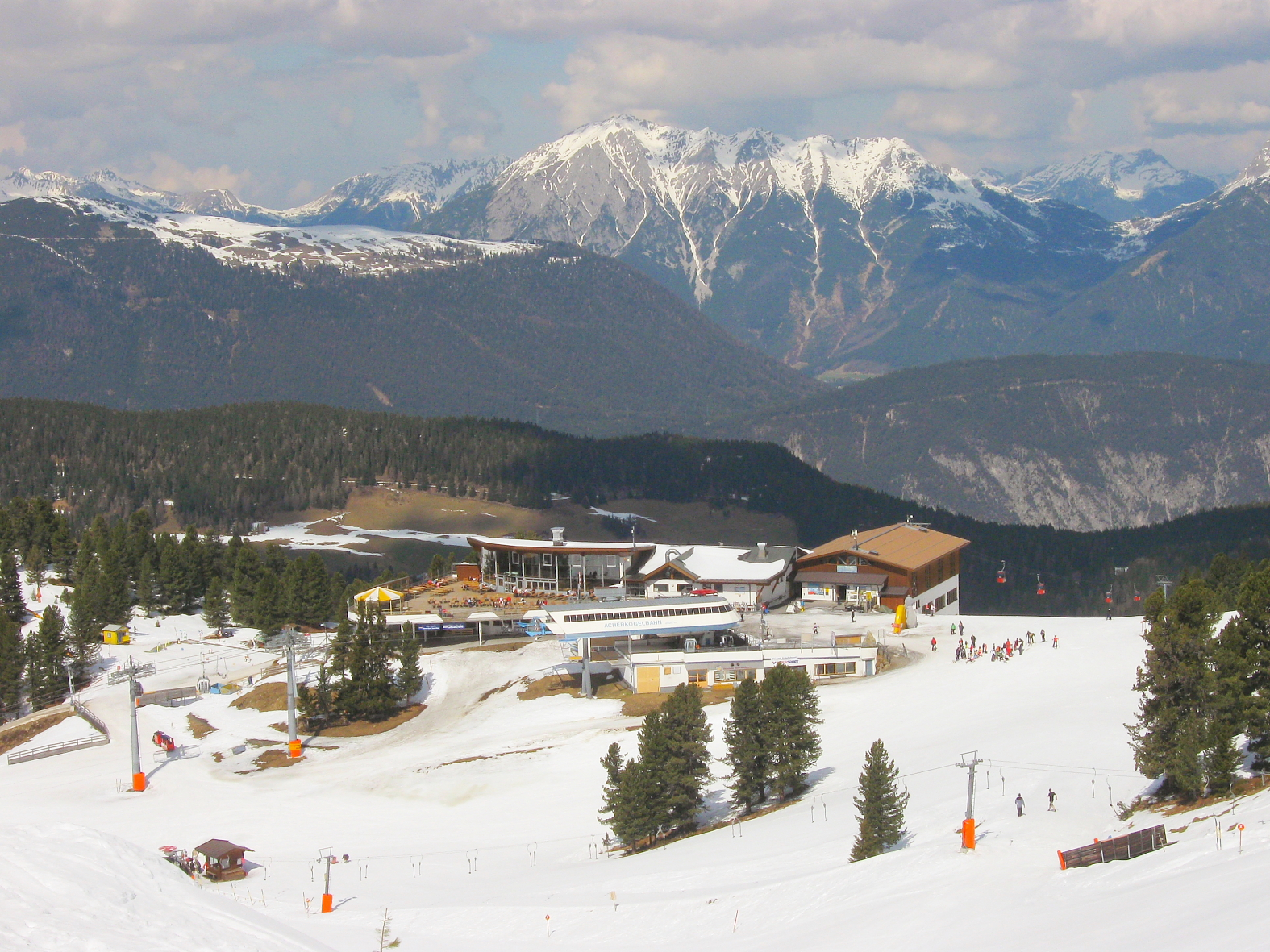
Die Bergstation der Ochsengartenbahn (ganz rechts) (2011)